# NGC 772
NGC 772 је спирална галаксија у сазвежђу Ован која се налази на NGC листи објеката дубоког неба.
Деклинација објекта је + 19° 0' 27" а ректасцензија 1h 59m 19,5s. Привидна величина (магнитуда) објекта NGC 772 износи 10,3 а фотографска магнитуда 11,1. Налази се на удаљености од 32,656 милиона парсека од Сунца. NGC 772 је још познат и под ознакама UGC 1466, MCG 3-6-11, CGCG 461-18, KARA 80, ARP 78, IRAS 01565+1845, PGC 7525.